# Järm
Järm är en ö i Finland. Den ligger i Skärgårdshavet och i kommunen Pargas i den ekonomiska regionen  Åboland i landskapet Egentliga Finland, i den sydvästra delen av landet. Ön ligger omkring 52 kilometer sydväst om Åbo och omkring 190 kilometer väster om Helsingfors.
Öns area är 14,1 hektar och dess största längd är 0,6 kilometer i öst-västlig riktning. Ön höjer sig omkring 15 meter över havsytan.